# Troy Garity
Pour les articles homonymes, voir Garity.
Troy Garity, né le 7 juillet 1973 à Los Angeles, en Californie, est un acteur américain.
Il est surtout connu pour son rôle d'Isaac Rosenberg dans le film de Tim Story, Barbershop.

## Biographie
Troy Garity est le fils de l'actrice Jane Fonda et de l'activiste politique Tom Hayden. Il est l'un des petit-fils de Henry Fonda, le neveu de Peter Fonda et le cousin de Bridget Fonda. Sa demi-sœur est Vanessa Vadim (pt), fille de Jane Fonda et de Roger Vadim.
Garity est le nom de famille de sa grand-mère paternelle, tandis que ces deux prénoms ont été choisis en référence à deux activistes militants, comme l'explique son père, dans sa biographie :

« Nommer mon fils Troy O'Donovan Garity a été un acte de nostalgie. Mon épouse et moi ne voulions pas choisir entre nos noms de famille publics, aussi avons-nous choisi « Garity » afin de faire perdurer le nom irlandais de ma mère. Troy a été une américanisation du nom d'un jeune vietnamien, Nguyễn Văn Trỗi, accusé de conspiration en vue de tuer des fonctionnaires américains. Bien que je regrette l'association, si bien sûr c'était vrai, tout ce que je savais de Troi, à l'époque, était que sa mort a été exceptionnellement courageuse, un geste de sacrifice contre toute attente [...] O'Donovan était pour un militant irlandais du XIXe siècle, O'Donovan Rossa (en) ».
À huit ans, il fait une courte apparition, non créditée, dans La Maison du lac dont les rôles principaux sont tenus, entre autres, par sa mère et son grand-père. Il quitte la Californie pour New York afin d'étudier à l'American Academy of Dramatic Arts puis, ses études terminées, revient dans sa ville natale. En 2000, il tient le rôle de son père dans Steal This Movie, film sur la vie de Abbie Hoffman, l'un des fondateurs du Youth International Party, puis est au générique, en 2001 de Perfume de Tom Tykwerde et Bandits de Barry Levinson. En 2002, il est Isaac Rosenberg dans Barbershop et dans la suite en 2004, Barbershop 2: Back in Business.
Pour son interprétation dans Soldier's Girl en 2003, il est nommé pour le Golden Globe Award du meilleur acteur dans un film musical ou une comédie. En 2004, il est Luc, aux côtés de Pierce Brosnan, Woody Harrelson, Salma Hayek, dans le film Coup d'éclat, puis, en 2007, il interprète Harvey, dans le film de science-fiction Sunshine et le commandant israélien Avner Less dans Eichmann, de Robert Young.
En 2008, il figure au générique de Lake City, de Perry Moore (en) et de Winged Creatures, de l'Australien Rowan Woods.
Depuis 2015 il fait partie du casting de la série Ballers diffusé sur HBO aux États-Unis et OCS en France dans lequel il joue le rôle d'un agent sportif.

## Filmographie

### Cinéma
- 1981 : La Maison du lac (On Golden Pond) : jeune homme sur la jetée (non crédité)
- 1997 : Complots ou Complot mortel, titre au Canada (Conspiracy Theory) : interne
- 2000 : Steal This Movie : Tom Hayden
- 2001 : Perfume : Simon
- 2001 : Bandits ou Bandits - gentlemen cambrioleurs : Harvey Pollard
- 2002 : Barbershop ou Chez le barbier, titre au Canada : Isaac Rosenberg
- 2003 : Milwaukee, Minnesota : Albert Burroughs
- 2004 : Barbershop 2: Back in Business ou Chez le barbier 2 : De retour en affaires, titre au Canada : Isaac
- 2004 : Coup d'éclat ou Complot au crépuscule, titre au Canada (After the Sunset) : Luc
- 2007 : Sunshine ou Les Derniers rayons de soleil, titre au Canada : Harvey
- 2007 : A Day in the Life : le policier Klute
- 2007 : Eichmann : Avner Less
- 2008 : Lake City : Billy
- 2008 : Fragments (Winged Creatures) de Rowan Woods : Ron Abler
- 2013 : Gangster Squad de Ruben Fleischer : l'assassin borgne
- 2025 : Ella McCay de James L. Brooks

### Télévision
- 1996 : The Cherokee Kid : barman (TV)
- 2000 : How Was Your Date?, épisode 8 de la saison 3 de Rude Awakening : Vin
- 2003 : Soldier's Girl : Barry Winchell
- 2009 : Dr House, épisode 8 de la saison 6 : Hank Hardwick
- 2011 : Boss
- 2015 : Ballers
- 2024 : New York, unité spéciale (saison 26, épisode 4) : Josh Blake

## Sources et références
1. ↑  Tom Hayden : Irish on the Inside: In Search of the Soul of Irish America, Londres : Verso, 2003, 342 p.  (ISBN 1-85984-477-4)